# 쑤셴구

쑤셴구(한국어: 소선구, 중국어: 苏仙区, 병음: Sūxiān Qū)는 중화인민공화국 후난성 천저우 시의 현급 행정구역이다. 넓이는 1357km2이고, 인구는 2007년 기준으로 350,000명이다.

## 행정 구역
2개 가도, 8개 진, 9개 향을 관할한다.
- 가도: 苏仙岭街道, 南塔街道.
- 진: 桥口镇, 白露塘镇, 良田镇, 栖凤渡镇, 坳上镇, 许家洞镇, 白鹿洞镇, 五里牌镇.
- 향: 岗脚乡, 廖王坪乡, 马头岭乡, 荷叶坪乡, 塘溪乡, 太平乡, 邓家塘乡, 廖家湾乡, 大奎上乡.